# Gare de Mutzig
Gare de Mutzig – stacja kolejowa w Mutzig, w departamencie Dolny Ren, w regionie Grand Est, we Francji. Jest zarządzana przez SNCF.

## Położenie
Znajduje się na linii Strasburg – Saint-Dié, na km 21,857, między stacjami Molsheim i Gresswiller, na wysokości 190 m n.p.m..

## Historia
Stację otwarto 29 września 1864 przez Compagnie des chemins de fer de l’Est, kiedy otwarto jednotorową linię ze Strasburga do Barr.

## Linie kolejowe
- Strasburg – Saint-Dié